# Zbór Luterańskiego Ewangelickiego Kościoła Augsburskiego Wyznania w Pradze
Zbór Luterańskiego Ewangelickiego Kościoła Augsburskiego Wyznania w Pradze – nieistniejący zbór (parafia) luterański w Pradze, należący do Luterańskiego Ewangelickiego Kościoła Augsburskiego Wyznania w Republice Czeskiej, w kraju środkowoczeskim, w Czechach.
Zbór w Pradze w trakcie swojego funkcjonowania był najmłodszą spośród placówek LECAV, założony został 23 września 2003 roku. Początkowo liczył 14 członków, a w 2005 roku liczba zborowników wynosiła 22 osoby.
Pastorem zboru była Eduarda Heczková.
Nabożeństwa odbywały się w każdą niedzielęo godzinie 16:30 w budynku Czechosłowackiego Kościoła Husyckiego w Pradze-Vršovicach. LECAV korzystał z części budynku nazywanej „małą kaplicą”.
Do regularnych aktywności zboru należało prowadzenie godzin biblijnych, które odbywały się w mieszkaniu pastorki.